# District de Villefranche (Rhône)
Pour les articles homonymes, voir district de Villefranche.
Le district de Villefranche est une ancienne division territoriale française du département de Rhône-et-Loire de 1790 à 1793 puis du Rhône de 1793 à 1795.
Il était composé des cantons de Villefranche, Amplepuis, Anse, Arnas, Beaujeu, Belleville, Bois d'Oingt, Chamelet, Montsols, Saint Igny des Ers, Tarare, Thizy et Villie.